# Dolina Kryta

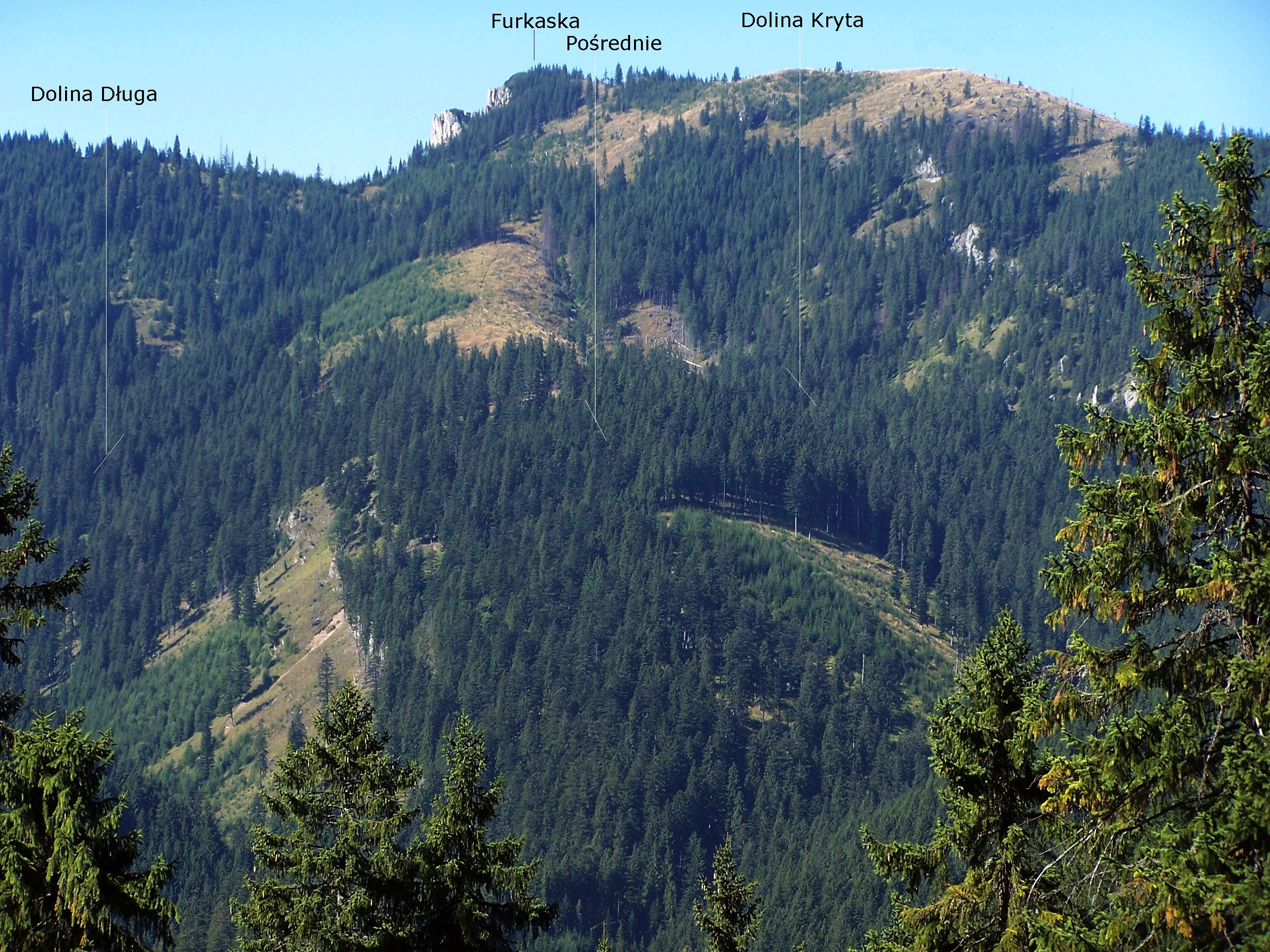
Górna część Doliny Krytej i Doliny Długiej

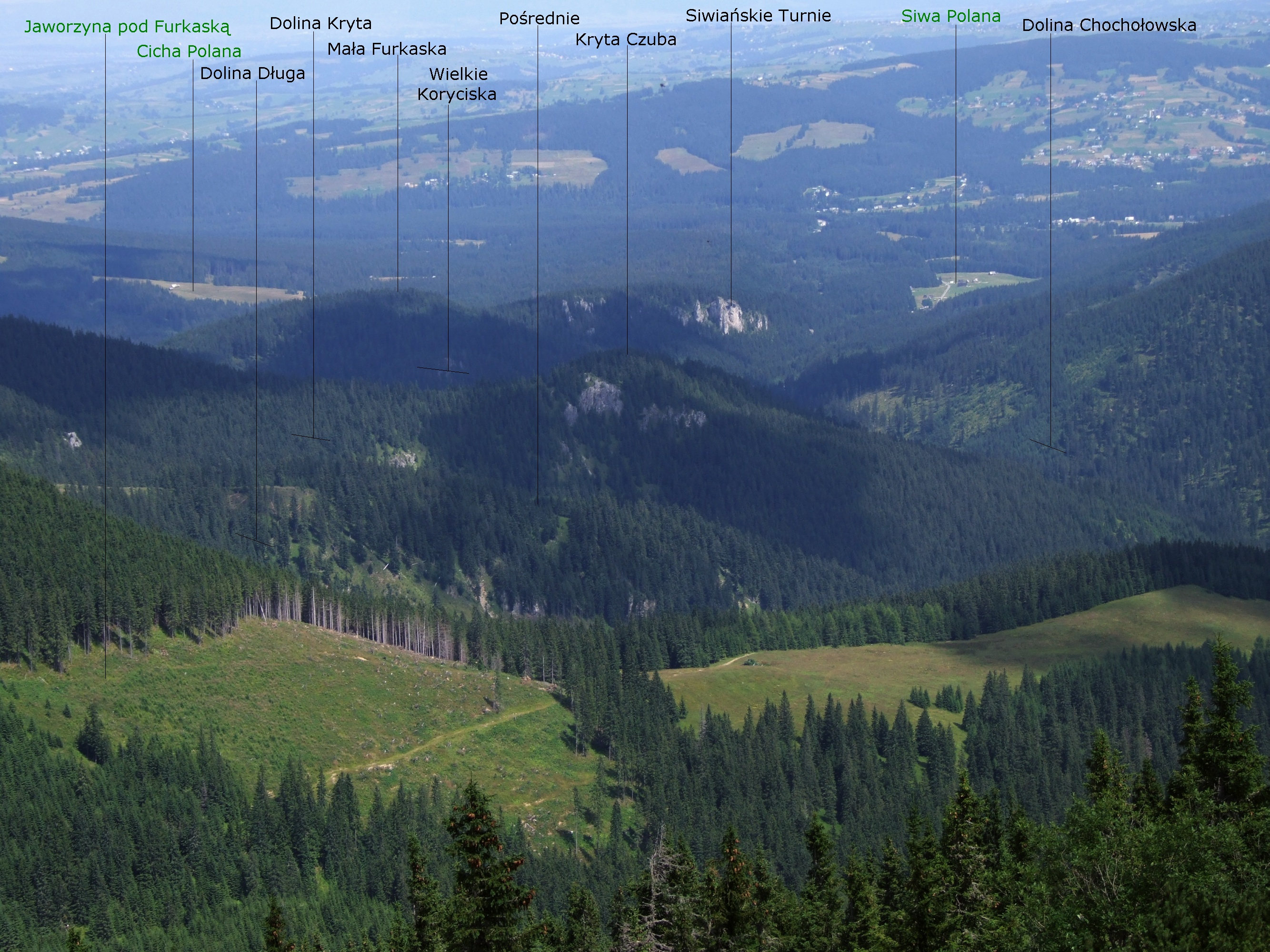
Widok z Bobrowca

Dolina Kryta – dolina będąca bocznym, zachodnim odgałęzieniem Doliny Chochołowskiej w Tatrach Zachodnich. Jej wylot znajduje się nieco poniżej polany Huciska, sama zaś kręta dolina ciągnie się aż pod Furkaskę (1491 m) w granicznym polsko-słowackim grzbiecie zbiegającym od Bobrowca na północ. Od sąsiedniej na południe Doliny Długiej oddzielona jest niewysokim, lesistym grzbietem Pośrednie. Od północnej strony jej zbocza tworzy grzbiet z Tyrałową Czubą (1401 m) i Krytą Czubą (1246 m), za którym znajdują się Wielkie Koryciska. Dnem spływa potok będący dopływem Chochołowskiego Potoku.
Dolinę Krytą porasta las. U jej wylotu znajduje się niewielka Kryta Polana. Pod szczytem Tyrałowej Czuby znajduje się polana Tyrałówka. Obydwie te polany wchodziły w skład Hali Krytej, nazywanej także Halą Krytą – Koryciska – Tyrałówka. W dolinie, na przełomie XVIII i XIX wieku z czerwonych wapieni reglowej jury wydobywano rudy kwarcowo-hematytowe. M.in. rośnie tutaj ostrożeń głowacz – roślina w Polsce występująca tylko w Karpatach i to rzadko.